# No Roots (EP)
No Roots (englisch wörtlich „keine Wurzeln“; sinngemäß für „ohne Herkunft“) ist das erste Extended Play der in Deutschland lebenden Popsängerin Alice Merton.

## Entstehung und Artwork
Alle Lieder des Extended Play wurden von Merton, zusammen mit wechselnden Koautoren, geschrieben. Die meisten Lieder schrieb Merton zusammen mit dem deutschen Musiker Nicolas Rebscher. Merton und Rebscher schrieben gemeinsam drei Lieder. Des Weiteren stellen die Komponisten beziehungsweise Liedtexter Dave Bassett, Michelle Leonard, Laila Samuels sowie das deutsche Produzenten-Quartett Beatgees (bestehend aus: Philip Böllhoff, Hannes Büscher, Sipho Sililo und David Vogt) jeweils eine Autorenbeteiligung. Alle Stücke des Albums wurden von Rebscher produziert. Merton selbst war an zwei Produktionen direkt beteiligt sowie an einer als Koproduzentin.  Neben den beiden wirken ebenfalls der US-amerikanische Musikproduzent Bassett sowie die Beatgees an jeweils einer Produktion mit. Als ausführender Produzent fungierte Mertons Manager Paul Grauwinkel. Das Mastering erfolgte bei TrueBusyness Mastering in Berlin unter der Leitung von Sascha „Busy“ Bühren. Für die Abmischung, Arrangement sowie ebenfalls für das Mastering war überwiegend Rebscher zuständig. Das Stück Lash Out wurde durch den rumänisch-US-amerikanischen Produzenten Serban Ghenea abgemischt.
Auf dem Cover des Extended Plays ist – neben Künstlernamen und Liedtitel – lediglich Mertons Oberkörper, von der Seite vor einem schwarzen Hintergrund, zu sehen. Sie trägt ein goldenes Oberteil, das von Susann Bosslau designt wurde. Die Fotografie und das Artwork des Coverbildes entstammen von Mertons Manager Grauwinkel. Es handelt sich hierbei um das gleiche Coverbild, wie zur gleichnamigen Singleauskopplung No Roots. Erstmals wurde das Coverbild am 7. November 2016 in den Sozialen Netzwerken präsentiert.

## Veröffentlichung und Promotion
Die Erstveröffentlichung der No Roots EP erfolgte am 3. Februar 2017 zum Download. Als physischer Tonträger erschien das Extended Play rund ein halbes Jahr später als CD am 4. August 2017. Am 6. Oktober 2017 erschien die EP auf einer 12″-Vinylplatte in Deutschland. In den Vereinigten Staaten erschien am 6. April 2018 eine Neuauflage des Albums zum Download. Die reguläre EP besteht aus vier neuen Studioaufnahmen, die Neuauflage aus fünf. Die EP wurde unter Mertons eigenem Musiklabel Paper Plane Records beziehungsweise in den Vereinigten Staaten unter dem Musiklabel Mom + Pop Music veröffentlicht. Der Vertrieb erfolgte durch BMG Rights Management sowie Budde Music.
Um die EP und sich selbst zu bewerben, folgte zunächst eine Tour durch sämtliche Radiostationen Deutschlands wie unter anderem bei MDR Jump, Bayern 3 oder MDR Sputnik. Im Vereinigten Königreich war Merton Teil der Radiosendung BBC Introducing am 18. März 2017. Im Fernsehen trat sie unter anderem zur Hauptsendezeit in der ProSieben-Show Schlag den Henssler auf, wo sie ein Medley aus Hit the Ground Running und No Roots sang. Des Weiteren erfolgten einige Auftritte beim deutschen Musiksender VIVA. Dort trat sie zwei Mal innerhalb von kurzer Zeit in der Chartshow VIVA Top 100 auf. Am 27. Februar 2017 präsentierte sie dort eine Akustikversion zu Hit the Ground Running und am 13. April 2017 eine Akustikversion zu No Roots. In der Musikshow VIVA Fahrstuhlmusik spielte Merton ebenfalls eine Akustikversion zu No Roots. Am 9. Februar 2018 trat sie mit No Roots in der US-amerikanischen Late-Night-Show The Tonight Show auf. Ein weiterer Liveauftritt mit No Roots in Deutschland erfolgte während der Echoverleihung 2018.
Im Mai 2017 wurde No Roots zum offiziellen Werbesong von Vodafone. Das Lied untermalte deren Werbespot und wurde somit in diversen Werbeunterbrechungen gespielt. Darüber hinaus was das Lied in einer Folge der US-amerikanischen Fernsehserie The Blacklist zu hören.

## Inhalt
Alle Liedtexte des Albums sind in englischer Sprache verfasst und stammen – wie auch die Kompositionen – von Merton selbst, die die Stücke zusammen mit wechselnden Koautoren schrieb. Musikalisch bewegen sich die Lieder im Bereich des Pop-Rocks. Die EP besteht aus vier beziehungsweise fünf neuen, zuvor noch nicht veröffentlichter, Studioaufnahmen. Das EP bestand ursprünglich nur aus vier Titeln. Die Neuauflage der EP aus dem Jahr 2018 ist um das Stück Lash Out erweitert.
| # | Titel                  | Autor(en)                                                                              | Produzent(en)                                                               | Länge |
| - | ---------------------- | -------------------------------------------------------------------------------------- | --------------------------------------------------------------------------- | ----- |
| 1 | No Roots               | Alice Merton, Nicolas Rebscher                                                         | Alice Merton, Nicolas Rebscher                                              | 3:55  |
| 2 | Jealousy               | Michelle Leonard, Alice Merton, Nicolas Rebscher                                       | Nicolas Rebscher                                                            | 3:39  |
| 3 | Hit the Ground Running | Philip Böllhoff, Hannes Büscher, Alice Merton, Laila Samuels, Sipho Sililo, David Vogt | Philip Böllhoff, Hannes Büscher, Nicolas Rebscher, Sipho Sililo, David Vogt | 2:52  |
| 4 | Lie to My Face         | Alice Merton, Nicolas Rebscher                                                         | Alice Merton, Nicolas Rebscher                                              | 2:55  |

| # | Titel                  | Autor(en)                                                                              | Produzent(en)                                                               | Länge |
| - | ---------------------- | -------------------------------------------------------------------------------------- | --------------------------------------------------------------------------- | ----- |
| 1 | No Roots               | Alice Merton, Nicolas Rebscher                                                         | Alice Merton, Nicolas Rebscher                                              | 3:55  |
| 2 | Lash Out               | Dave Bassett, Alice Merton                                                             | Dave Bassett, Nicolas Rebscher, Alice Merton (Ko)                           | 3:14  |
| 3 | Jealousy               | Michelle Leonard, Alice Merton, Nicolas Rebscher                                       | Nicolas Rebscher                                                            | 3:39  |
| 4 | Hit the Ground Running | Philip Böllhoff, Hannes Büscher, Alice Merton, Laila Samuels, Sipho Sililo, David Vogt | Philip Böllhoff, Hannes Büscher, Nicolas Rebscher, Sipho Sililo, David Vogt | 2:52  |
| 5 | Lie to My Face         | Alice Merton, Nicolas Rebscher                                                         | Alice Merton, Nicolas Rebscher                                              | 2:55  |

## Singleauskopplungen
No Roots
Bereits zwei Monate vor der Veröffentlichung der No Roots EP erschien mit der gleichnamigen Single die erste Auskopplung aus der EP am 2. Dezember 2016 als Einzeldownload. Die Single erreichte Top-10-Notierungen in Deutschland und Österreich sowie weitere Chartnotierungen in der Schweiz, dem Vereinigten Königreich, den Vereinigten Staaten oder Mertons Heimat Kanada. Des Weiteren platzierte sich die Single an der Spitze der französischen Singlecharts. Am 21. April 2017 schaffte es No Roots erstmals an die Spitze der täglichen iTunes-Charts in Deutschland. Außerdem platzierte sich die Single an der Spitze der US Adult Alternative Songs sowie an der Spitze der US Rock Airplay Charts. Zunächst feierte No Roots nur Charterfolge im deutschsprachigen Raum Anfang 2017. Im Laufe des Jahres folgten weitere Charterfolge in Europa. Im Vereinigten Königreich und Nordamerika gelang dem Stück erst im März/April 2018 der Durchbruch.
Im Dezember 2018 wurde No Roots in Deutschland mit einer dreifachen Goldenen Schallplatte für über 600.000 verkaufte Exemplare ausgezeichnet. Weltweit erhielt die Single insgesamt zwei Goldene und sechs Platin-Schallplatten für über 1,4 Millionen verkaufte Einheiten. Es handelt sich hierbei um Mertons erste Single die Charterfolge und Tonträgerauszeichnungen erreichte. Im November 2016 wurde No Roots mit dem Jugend kulturell Förderpreis in der Kategorie „Acoustic Pop“ ausgezeichnet. Am 15. März 2018 wurde die Single mit dem Deutschen Musikautorenpreis als „Erfolgreichstes Werk 2017“ ausgezeichnet.
Hit the Ground Running
Mit Hit the Ground Running erschien am 4. August 2017 die zweite Singleauskopplung zum Einzeldownload. Wie für den Vorgänger wurde auch für Hit the Ground Running ein Musikvideo gedreht. Ein Charteinstieg in die offiziellen Singlecharts verfehlte die Single, jedoch konnte sich Hit the Ground Running mehrere Tage in den deutschen iTunes-Tagesauswertungen platzieren, wobei sie am 5. August 2017 die höchste Notierung mit Position 86 erreichte.
Lash Out
Im Zuge der Neuauflage der No Roots EP erschien mit Lash Out die dritte und bislang letzte Singleauskopplung als Einzeldownload am 6. April 2018. Einen Charteinstieg in die offiziellen Singlecharts verfehlte die Single bislang. Lash Out schaffte es in den Genre-Charts der US Adult Alternative Songs auf Position 34. Ein Musikvideo wurde für Lash Out nicht gedreht. Wie dem Vorgänger gelang auch Lash Out kein offizieller Charteinstieg, konnte sich jedoch ebenfalls mehrere Tage in den deutschen iTunes-Tagesauswertungen platzieren, wobei die Single am 9. April die höchste Notierung mit Position 58 erreichte.

## Mitwirkende
Die folgenden Angaben beziehen sich auf die US-Version der No Roots EP.
| Albumproduktion - Dave Bassett: Komponist (Lied 2), Liedtexter (Lied 2), Musikproduzent (Lied 2) - Philip Böllhoff: Komponist (Lied 4), Liedtexter (Lied 4), Musikproduzent (Lied 4) - Sascha „Busy“ Bühren: Mastering (Lieder: 1–2) - Hannes Büscher: Komponist (Lied 4), Liedtexter (Lied 4), Musikproduzent (Lied 4) - Serban Ghenea: Abmischung (Lied 2) - Paul Grauwinkel: Ausführender Produzent (Lieder: 1, 3–5) - Michelle Leonard: Komponist (Lied 3), Liedtexter (Lied 3) - Alice Merton: Komponist (Lieder: 1–5), Koproduzent (Lied 2), Liedtexter (Lieder: 1–5), Musikproduzent (Lieder: 1, 5) - Nicolas Rebscher: Abmischung (Lieder: 1, 3–5), Arrangement (Lied 1), Komponist (Lieder: 1, 3, 5), Liedtexter (Lieder: 1, 3, 5), Mastering (Lieder: 3–5), Musikproduzent (Lieder: 1–5) - Laila Samuels: Komponist (Lied 4), Liedtexter (Lied 4) - Sipho Sililo: Komponist (Lied 4), Liedtexter (Lied 4), Musikproduzent (Lied 4) - David Vogt: Komponist (Lied 4), Liedtexter (Lied 4), Musikproduzent (Lied 4) | Artwork (Cover) - Susann Bosslau: Modedesign - Paul Grauwinkel: Artwork, Fotograf Unternehmen - BMG Rights Management: Vertrieb - Budde Music: Vertrieb - Mom + Pop Music: Musiklabel - Paper Plane Records: Musiklabel - TrueBusyness Mastering: Mastering (Lied 1) |

## Rezeption

### Rezensionen
Ulrike Meyer-Potthoff vom deutschen Online-Magazin terrorverlag.com bewertet die EP positiv. Vier Tracks gäbe es von „Miss Merton“ zu hören und nach den ersten Takten der Vorabsingle No Roots wisse sie, dass sie es mit einer „wahrlich stimmgewaltigen“ Dame zu tun habe, die zudem jede Menge „Feuer im Arsch“ habe. Nicht nur zum „rhythmusbetonten“ Opener dürfe getanzt werden; nach einem etwas ruhigeren Einstand ginge auch das sich anschließende Jealousy ins Bein und erst recht bitte das monumentale Hit the Ground Running auf die Tanzfläche. Wenn man bislang noch nicht so recht wusste, an wen Mertons Sound und Stimme erinnere, habe jetzt die Erkenntnis, dass hier Florence Welch (Florence + the Machine) Patin gewesen sein könnte. Bleibe noch Lie to My Face, das mit einem „getragenem Auftakt“ eine kurze Assoziation zu Lana Del Rey aufblitzen ließe, insgesamt aber weniger schwermütig daherkommt. Merton würde keineswegs an Emotionen sparen; bringe selbige jedoch deutlich lebensbejahender rüber als dies bisweilen bei ihrer US-amerikanischen Kollegin der Fall sei. Die No Roots EP strotze nur so vor Soul und großer Melodien, die mit viel Leidenschaft und Talent vorgetragen würden. Ein wunderbares Appetithäppchen einer Frau, die für ihre Lieder ein eigenes Musiklabel gründete, zusammen mit Susann Bosslau eine eigene, einzigartige Mode entwirft und die Produktion ihrer Musikvideos akribisch mitentwickelt.

### Preise
Am 8. September 2017 wurde Merton zwei Mal mit dem Preis für Popkultur in den Kategorien „Hoffnungsvollste/r Newcomer/in“ und „Lieblings-Solokünstlerin“ ausgezeichnet. Im Januar 2018 erhielt Merton für die No Roots EP den European Border Breakers Award für den erfolgreichsten europäischen Act aus Deutschland. Am 12. April 2018 wurde Merton mit einem ECHO Pop in der Kategorie „Künstlerin Pop national“ ausgezeichnet. Damit konnte sich Merton gegen Yvonne Catterfeld, Julia Engelmann, Kerstin Ott und Lina Larissa Strahl durchsetzen.

## Chartplatzierungen
In Deutschland sowie einigen weiteren Ländern konnte die No Roots EP keine offiziellen Charterfolge feiern, weil die Verkäufe denen zur Single No Roots hinzuaddiert werden. Die EP konnte sich aber mehrere Monate in den deutschen iTunes-Tagesauswertungen platzieren, wobei sie am 18. Mai 2017 die höchste Notierung mit Position vier erreichte. In den US-amerikanischen Billboard 200 platzierte sich die EP eine Woche und erreichte dabei Position 171. Für Merton ist dies der erste Charterfolg in den Albumcharts.